# GL Events
GL Events es una mediana empresa y entretenimiento francesa fundada en 1978, bajo el nombre de Polygones Services, por Olivier Ginon y tres de sus amigos, Olivier Roux, Gilles Gouédard-Comte y Jacques Danger. Cotiza en la Bolsa de Valores de París desde 1998.

## Actividades
- Ingeniería y logística de eventos.
- Gestión de espacios para eventos.
- Organización de ferias, congresos y eventos.

GL events es el principal accionista de Lyon Olympique.